# 세계 위구르 회의

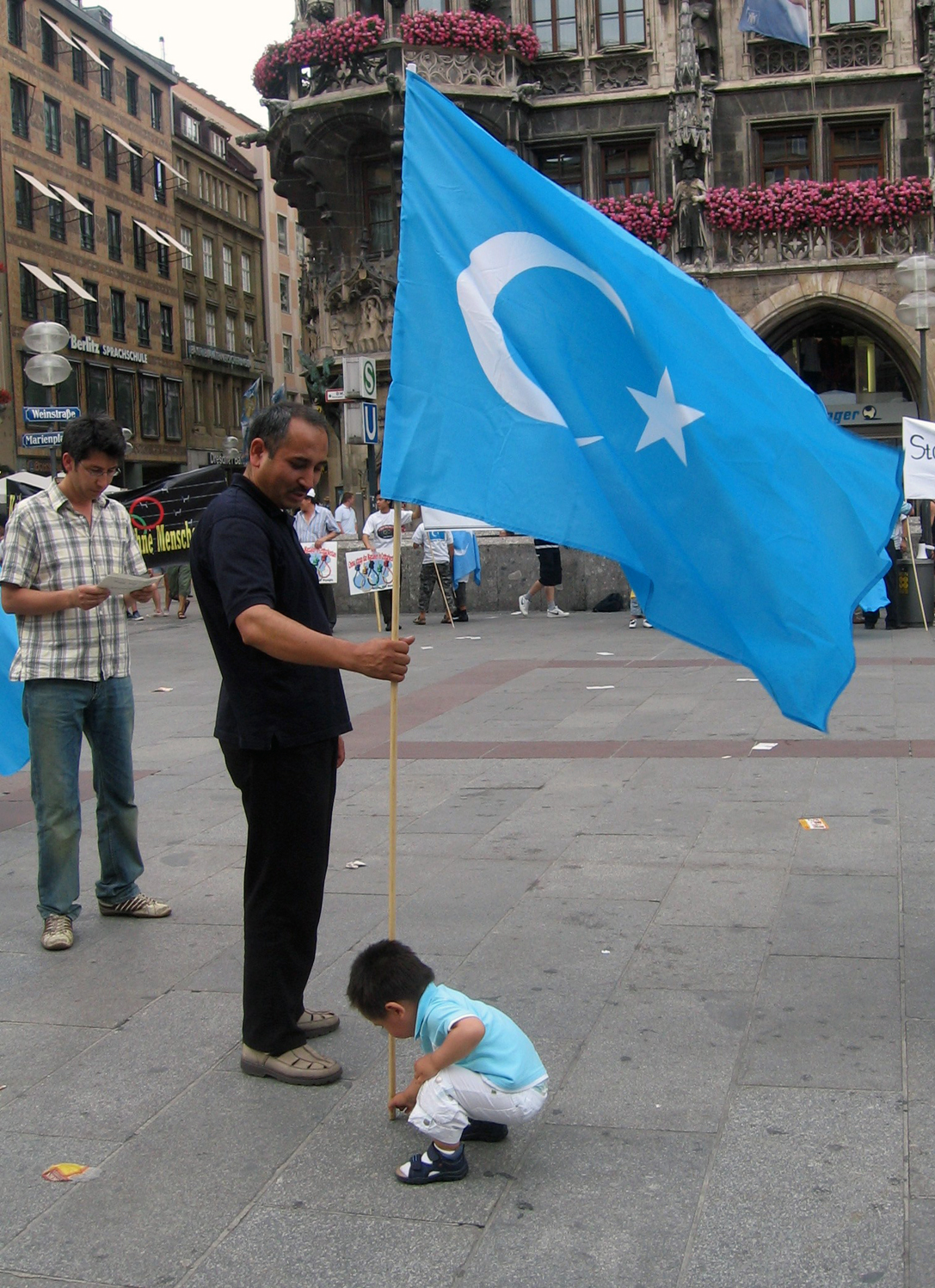
뮌헨에서 시위를 벌이고 있는 위구르인

세계 위구르 회의(위구르어: دۇنيا ئۇيغۇر قۇرۇلتىيى, 중국어: 世界維吾爾代表大會, 세계위구르대표대회)는 독일 뮌헨에 본부를 둔 세계 각국의 위구르족 조직을 통괄하는 조직이다. 동튀르키스탄 및 해외 위구르인의 이해를 대표하는 유일한 국제기구를 표방하고 평화적인 수단에 의한 위구르인의 정치적 지위 확립을 주장하고 있다. 가맹 단체는 20개를 넘어 재외 위구르 인 조직에서는 최대 운동 조직이다.
한편, 《세계 위구르 회의》와 별도로 망명 위구르인 조직으로서 《동튀르키스탄 망명 정부》가 미국 워싱턴 DC에 있다. 《세계 위구르 회의》가 위구르 민족의 민족 자결권의 확립 ("독립적인 정치적 지위 취득")을 주장하고, 독립 또는 고도의 자치권 획득 여부를 함축적으로 갖는 반면, 《동튀르키스탄 망명 정부》는 중국에서부터 명시적인 독립을 주장하고 있다.

## 개요

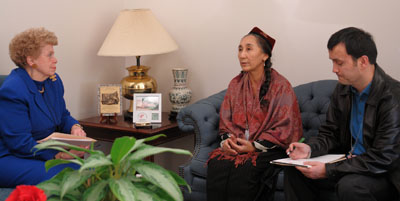
중앙에 있는 인물이 레비아 카디르

위구르족의 민족 운동은 14대 달라이 라마가 이끄는 티베트 독립 운동의 사례와 비교하여 카리스마 있는 지도자와 조직 간의 통일된 행동이 부족하다는 지적을 받아 왔다. 이런 비판 하에 1990년대에는 각국에서 각각 설립되었던 운동 조직을 통합하자는 분위기가 고조되었다.
1992년에 튀르키예의 퇴역 장교인 리자 베킨들을 중심으로 튀르키예 이스탄불에서 《동튀르키스탄 민족 회의》(East Turkestan National Congress)가 개최되어 세계 각국의 민족 운동 조직이나 개인이 참여하였다. 1996년에는 학생 운동가 돌쿤 이사를 중심으로, 독일 뮌헨에 "세계 위구르 청년 모임(World Uyghur Youth Congress)이 설립되었다.
2004년 4월 16일 “동튀르키스탄 민족 회의"와 "세계 위구르 청년회의" 두 단체가 합류하여 세계 위구르 회의로 재편되었다. 초대 의장은 라디오 프리 유럽(Radio Free Europe)의 전 직원 엘 킨 아루뿌테킨이 선출되었다. 2006년 11월 노벨평화상 후보에 선정되었던 레비야 카디르를 제 2대 의장으로 선출하였다.

## 활동
세계 위구르 회의는 세계 각국의 위구르인 조직 간의 연계, 교류 추진 외에도 중국 위구르인의 인권 상황에 대해 국제 사회에 대한 홍보 선전 활동을 그 활동의 중심으로 하고 있다. 이 외에도 재외 위구르인 사회에서, 위구르어, 위구르 문화 교육과 중국 망명자에 대한 생활 지원도 활동에 포함되어 있다.
세계 위구르 회의는 국제사면위원회와 휴먼 라이츠 워치(Human Rights Watch) 등 인권 단체와 함께 중국의 인권 상황에 대한 어필을 하고 있으며, UNPO(Unrepresented Nations and Peoples Organization)에 동튀르키스탄을 대표하는 단체로 참여하고 있다. 또한 중국의 민주화 촉진, 소수 민족의 권리 옹호의 관점에서 중국 민주화 운동 활동가와 티베트 망명 정부와의 교류도 하고 있다.
이 밖에 미국 정부 기관의 라디오 프리 아시아(RFA)와 미국 민주주의 기금(NED)의 지원을 받고 있으며, 미국 정부와의 관계도 강화를 시도하고 있다.
이러한 세계 위구르 회의 활동에 대해 중국 정부는 경계를 강화하고 있으며, 2003년 12월 15일은 세계 위구르 회의 전신인 세계 위구르 청년 회의와 당시 대표였던 돌쿤 이사를 테러리스트로 공표하고, 레비야 카디르가 노벨 평화상 수상 후보에 선정된 것에 대한 비판을 하였다.

## 같이 보기
- 신장 재교육 캠프
- 신장 독립운동
- 중화인민공화국의 인권